# Ganglion nerveux
Pour les articles homonymes, voir ganglion.
Un ganglion nerveux sensitif est un tissu biologique contenant un regroupement de corps cellulaires des neurones sensitifs ainsi que leurs dendrites.
Un groupe interconnecté de ganglions est appelé plexus.
Chez les arthropodes, le système nerveux comprend une chaine de ganglions en position ventrale responsables du mouvement coordonné des pattes.

## Description
Un ganglion nerveux est un amas de cellules nerveuses situées sur le trajet des nerfs en dehors du système nerveux central. 
Il existe 2 types principaux de ganglions :
- les ganglions cérébro-spinaux sont situés sur le trajet des nerfs sensitifs crâniens (ganglions cérébraux) et sur le trajet des racines postérieures sensitives des nerfs rachidiens (ganglions spinaux)
- les ganglions sympathiques sont des centres nerveux périphériques situés sur le trajet de la voie efférente du système sympathique central.